# Avokádo

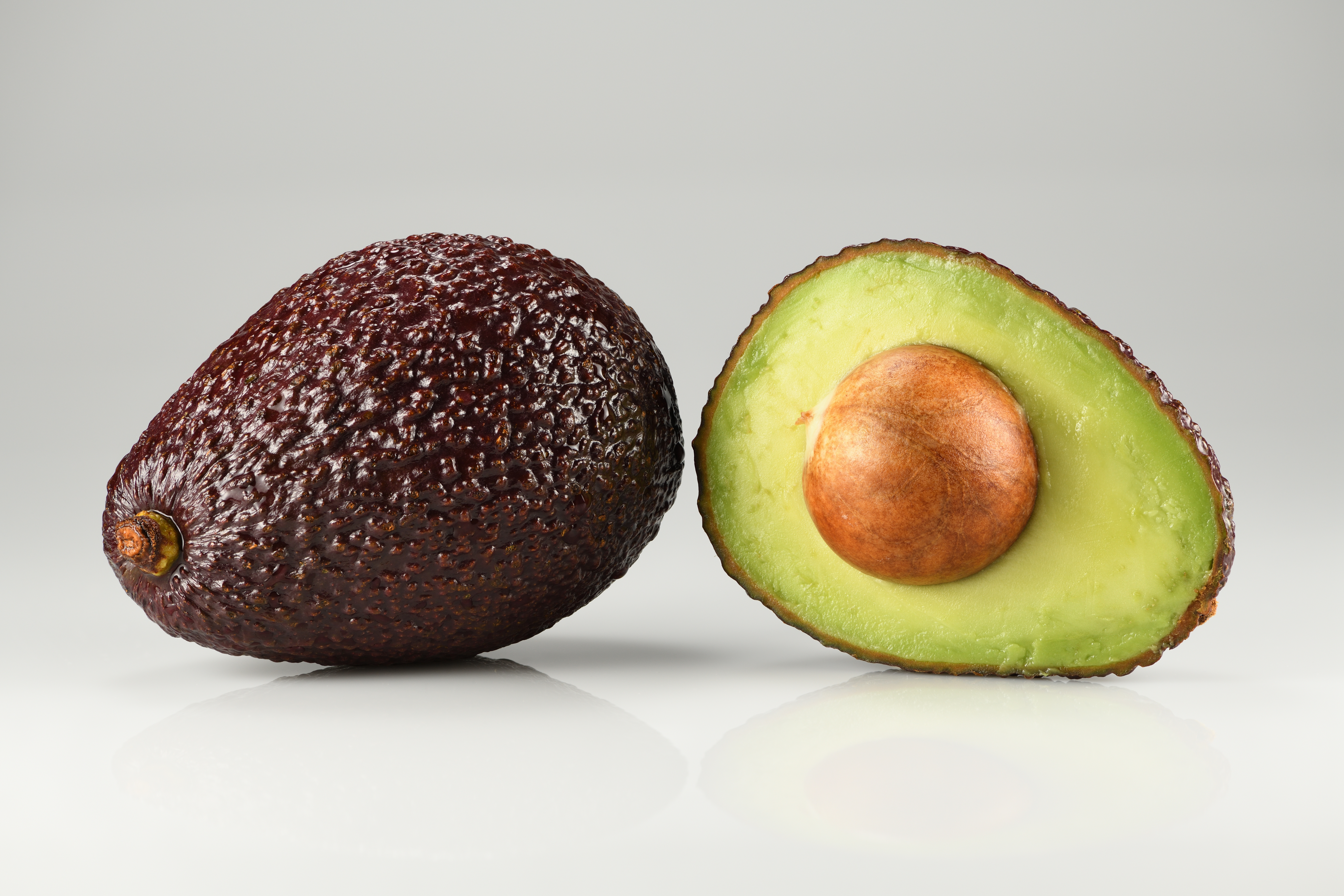

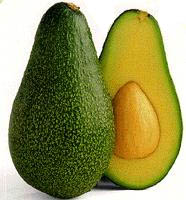
Avokádo, plod hruškovce přelahodného

Avokádo je plod hruškovce přelahodného (Persea americana), který je původem z Mexika a botanicky se zařazuje mezi ovoce. Zralý plod je zvenku tmavozelené až černé barvy, uvnitř měkký a světle žlutý. Dužina se dobře roztírá. Ve středu plodu se nachází kulatá nejedlá pecka o průměru 3 až 5 cm, která lehce naklíčí i v květináči. Avokádo je 7 až 20 cm dlouhé. Zralé plody váží od 100 g až do 1 kg. Běžná roční sklizeň z jednoho stromu je kolem 120 avokád. Název pochází ze španělského „aguacate“, odvozeného od slova „ahuacatl“ z indiánského jazyka nahuatl.
Předním světovým producentem (asi 30 % světové produkce), vývozcem i spotřebitelem je Mexiko.

## Nutriční hodnoty
Avokádo je bohatým zdrojem minerálních látek draslíku, mědi, hořčíku, fosforu a vitaminů C, E, K, H, B3 a B5 (kyseliny pantothenové). Dužina obsahuje jen malé množství cukru, zato na ovoce nezvyklé množství tuku (složení mastných kyselin se podobá olivovému oleji). V Americe, kde bylo běžné, bylo často označováno jako „máslo chudých“.
Avokádo obsahuje persin, který je silně jedovatý zejména pro papoušky nebo kanáry. Intoxikace těchto zvířat avokádem většinou končí smrtí. Avokádo by se ze stejného důvodu nemělo podávat ani psům nebo kočkám.

## Použití
Běžně se prodává více než deset odrůd avokáda, např. Fuerte (ve tvaru hrušky s tenkou a lesklou slupkou) nebo Hass (s černou a drsnou slupkou).

### Kuchyňské využití
Avokádo lze konzumovat jak syrové, tak tepelně upravené.
V Mexiku se avokádo používá zejména k přípravě guacamole. Jeho listy se tam také používají jako koření. V Jižní Americe se z drceného avokáda se solí a míchanými vejci připravuje pomazánka. Brazilci ho konzumují jako dezert, posypaný cukrem. Na Martiniku, Guadeloupe nebo Haiti se avokádo jí jako pikantní pokrm s rýží a červenými fazolemi. V Maroku se konzumuje hlavně jako nápoj smíchaný s mlékem a cukrem, někdy s několika kapkami vody z pomerančových květů nebo růžové vody.

### Léčitelství
Avokádo je ovoce, není však sladké, chutí spíše připomíná ořechy, tomu odpovídá i vysoká energetická hodnota a množství tuků (100 gramů = více než 220 kcal = 920 kJ a cca 15 g tuků – záleží na stupni zralosti). Obsažené tuky jsou rostlinného původu, tedy velmi zdravé a velmi dobře zasytí. Avokádo je možné i při dietě využít jako náhražku másla, majonézy či dresinku, je však třeba si dát pozor na množství. Má příznivé účinky při chorobách kůže a sliznic, posiluje srdce, snižuje krevní tlak a pomáhá také při nemocech jater, ledvin a močových cest.[zdroj⁠?!]

### Pěstování avokáda jako pokojové rostliny
Avokádo lze jako pokojovou rostlinu vypěstovat několika způsoby. Nejosvědčenější a nejoblíbenější metoda je hydroponie. Hydroponická metoda (pěstování rostlin bez půdy ve vodě) je vhodná pro začátečníky s pěstováním.
Je totiž velice nenáročná – opravdu těžko vám rostlina uschne, jelikož její kořen je ve vodě neustále. Doba vyklíčení je závislá na teplotě místnosti, ve které pecku necháme. Při pokojové teplotě 20–25 °C semeno vyklíčí za 2–6 týdnů.
Předem je potřeba pecku avokáda důkladně očistit od dužiny, jinak by zahnívala.